# Фуша-Круя
Фуша-Круя (на албански: Fushë-Kruja) e град в Албания. Населението му е 18 477 жители (2011 г.). Намира се в часова зона UTC+1. Пощенският му код е 1502, а телефонният 0563. МПС кодът му е KR.